# Herman Stokes
Herman Stokes (Herman Ray Stokes; * 16. Oktober 1932 in Houston, Texas; † 25. Januar 1998 in Los Angeles, Kalifornien) war ein US-amerikanischer Dreispringer.
1959 gewann er bei den Panamerikanischen Spielen in Chicago Silber. 
Bei den Olympischen Spielen 1960 in Rom schied er in der Qualifikation aus, und bei den Panamerikanischen Spielen 1963 in São Paulo wurde er Vierter.
Stokes startete für die Southern California Striders. Seine persönliche Bestleistung von 15,90 m stellte er 1971 auf.
Er studierte an der San José State University und war später als Postbeamter tätig.